# Friedrich Türcke
Friedrich Türcke (* 27. Januar 1915 in Bernburg (Saale); † 25. Oktober 1998) war ein deutscher Forstmann und Jagdwissenschaftler.
International bekannt war der langjährige Leiter des niedersächsischen Forstamtes Saupark als Experte für die Verhütung von Wildschäden sowie als Kenner des Europäischen Mufflons und des Wisents.

## Leben

### Ausbildung und Kriegsdienst
Friedrich Türcke besuchte das Realreformgymnasium in Zerbst/Anhalt, wo er 1933 die Reifeprüfung ablegte. Als Sohn eines Jägers von Kindesbeinen an mit Natur, Wild und Jagd vertraut, erwies sich dies entscheidend für seine Berufswahl. Seine forstliche Ausbildung begann er mit der praktischen Lehrzeit im Forstamt Lauenau am Deister. Von 1934 bis zur Hochschulschlussprüfung im März 1939 studierte er Forstwissenschaften an den Forstlichen Hochschulen Hannoversch Münden und Eberswalde sowie an der Ludwig-Maximilians-Universität München. In München hörte er zudem zusätzlich Vorlesungen in Rechtswissenschaften, Volkswirtschaftslehre und Musik. Während dieser Zeit leistete er von 1935 bis 1937 auch seinen Wehrdienst ab. Türcke hatte gerade als anhaltischer und preußischer Forstreferendar seinen Vorbereitungsdienst begonnen, als der Zweite Weltkrieg begann und er Ende August 1939 zur Wehrmacht einberufen wurde. Für seinen Einsatz wurde er am 29. März 1944 als Hauptmann des II./Grenadier-Regiments 478 mit dem Deutschen Kreuz in Gold ausgezeichnet. Als Hauptmann und Bataillonskommandeur geriet er dann im August 1944 in Rumänien in sowjetische Kriegsgefangenschaft, aus der er im September 1946 entlassen wurde.
Friedrich Türcke nahm nun sein durch den Krieg jäh abgebrochenes Referendariat wieder auf und beendete es im Mai 1948 mit der Großen Forstlichen Staatsprüfung. Anschließend daran folgte eine mehrjährige Assistentenzeit bei Fritz Nüßlein am Institut für Jagdkunde der Forstlichen Fakultät der Georg-August-Universität Göttingen in Hann. Münden. Bei Nüßlein wurde er 1952 auch mit der Dissertationsschrift Untersuchungen über chemische Mittel zur Verhütung von Wildschäden im Walde zum Doktor der Forstwissenschaften (Dr. forest.) promoviert. Mit seinen Untersuchungen lieferte Türcke der technischen Wildschadenverhütung entscheidende Grundlagen, unter anderem für Labor- und Gehegeversuche. Er bereitete seine Erkenntnisse auch in dem für die Praxis bestimmten Buch Mittel gegen Wildschäden und ihre Anwendung (1953) auf.

### Als Leiter des Forstamtes Saupark

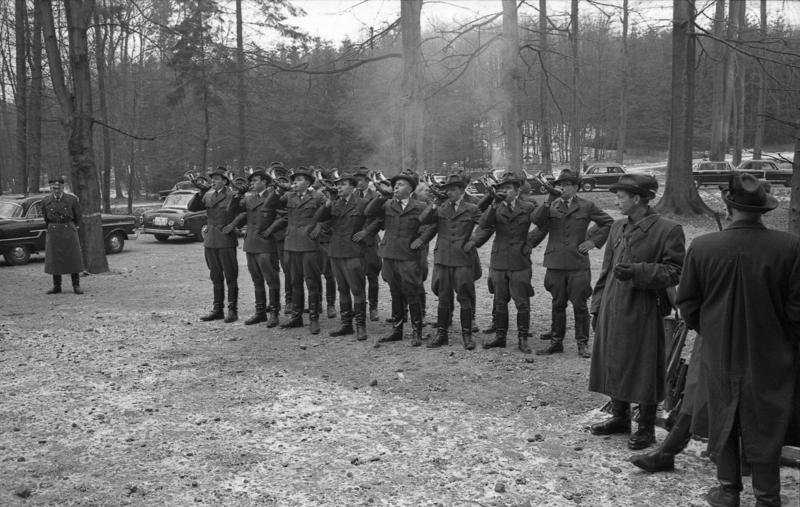
Das Forstamt Saupark ist auch Staatsjagdrevier des Landes Niedersachsen – hier eine Jagd im Saupark Springe im Jahr 1961, an der auch Staatspräsident von Pakistan, Mohammad Ayub Khan, teilnahm

Von 1954 bis 1955 war Türcke als Revierassistent in verschiedenen Forstämtern tätig, bevor er im Dezember 1956 an das niedersächsische Forstamt Saupark versetzt und einige Monate später mit dessen Leitung betraut wurde. In den folgenden zwei Jahrzehnten bis zu seiner Pensionierung im Jahr 1978 hat er wesentlich zum international guten Ruf des Sauparks Springe als Naturschutzgebiet und Staatsjagdrevier des Landes Niedersachsen beigetragen. Zudem betreute er den im Jagdschloss Springe untergebrachten Lehrhof der Landesjägerschaft Niedersachsen.

### International anerkannter Jagdwissenschaftler

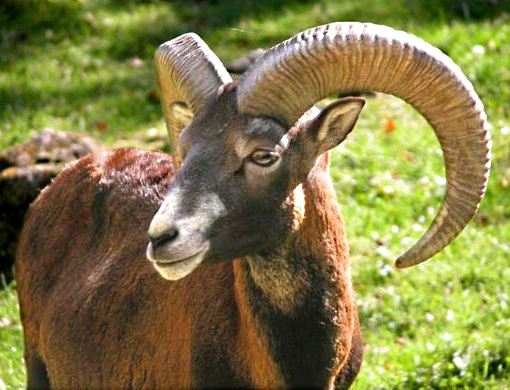
Friedrich Türcke machte sich einen Namen als Experte für den Europäischen Mufflon

Mit seinen Veröffentlichungen und Vorträgen wurde er als Jagdwissenschaftler und speziell als Muffelwildexperte international bekannt – vor allem mit der ersten umfassenden jagdlichen Monografie über den Europäischen Mufflon, die er zusammen mit Samuel Schmincke 1965 unter dem Titel Das Muffelwild. Naturgeschichte, Hege und Jagd herausbrachte (an späteren Neuausgaben wirkte Herbert Tomiczek mit). Dieses weit über den deutschsprachigen Raum hinaus bekannte Standardwerk erschien 2003 in vierter Auflage.

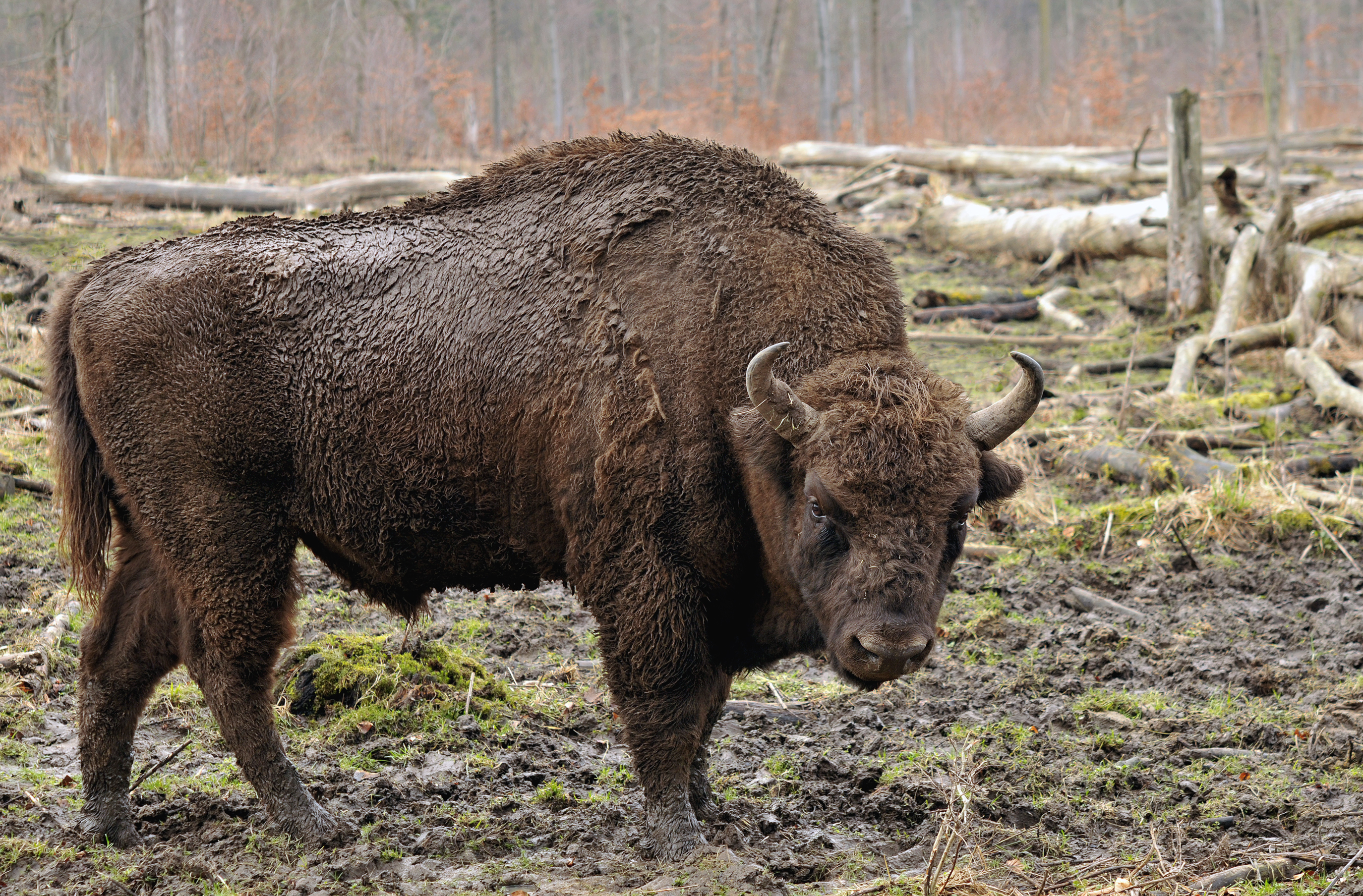
Im Wisentgehege Springe besteht seit 1928 eine Wisent-Erhaltungszucht

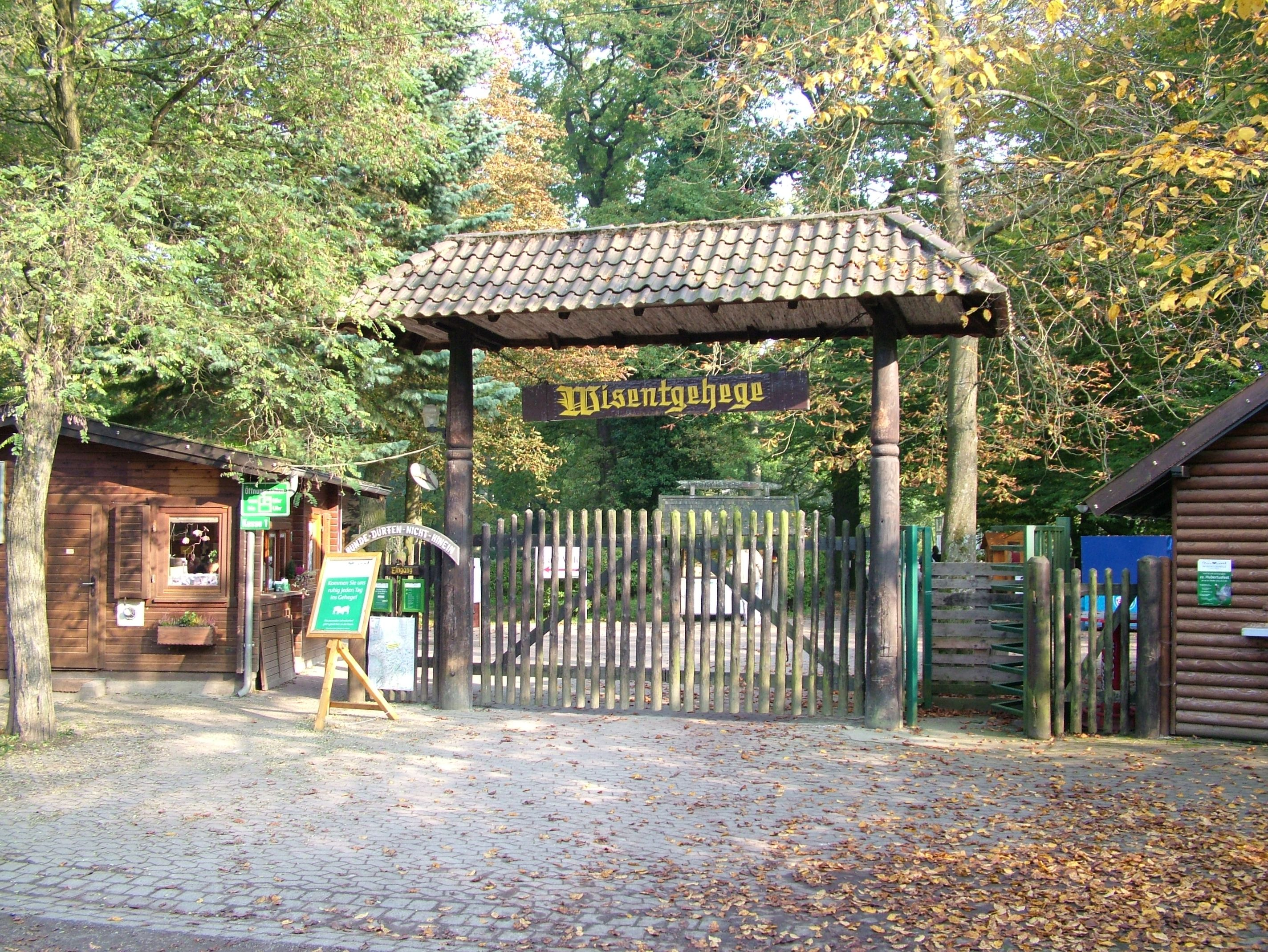
Der Initiative Friedrich Türckes ist es zu verdanken, dass das Wisentgehege Springe erhalten blieb

Denn Türcke sah seine Lebensaufgabe in der Haltung bedrohter Wildarten, wie Mufflon und Wisent. So machte er sich während seiner Zeit als Forstamtsleiter auch um die Wisent-Erhaltungszucht im bekannten Wisentgehege Springe verdient. Dass das Wisentgehege gegen mancherlei Widerstände überhaupt erhalten blieb, ist ausschließlich seiner Initiative zu verdanken.
Sein Rat und seine Mitarbeit waren in vielen Gremien gefragt, nicht zuletzt auch im Internationalen Rat zur Erhaltung des Wildes und der Jagd (CIC).
Außerdem engagierte sich Friedrich Türcke ehrenamtlich als Naturschutzbeauftragter für die Stadt Springe.
Für sein Wirken erhielt er mehrere Auszeichnungen, darunter 1977 das Verdienstkreuz 1. Klasse des Niedersächsischen Verdienstordens, mit dem seine Verdienste um das Land Niedersachsen gewürdigt wurden.
Forstdirektor a. D. Dr. Friedrich Türcke starb am 25. Oktober 1998 im Alter von 83 Jahren an den Folgen eines Schlaganfalls.

## Auszeichnungen
- 1944: Kriegsorden Deutsches Kreuz in Gold
- 1977: Verdienstkreuz 1. Klasse des Niedersächsischen Verdienstordens
- 1983: Kulturpreis des Deutschen Jagdschutz-Verbandes (DJV)[2]

Im Saupark Springe ist am Nagelskamp die „Forstdirektor-Friedrich-Türcke-Hütte“ nach ihm benannt, und in der Nähe des Parks liegt der „Forstdirektor-Dr.-Friedrich-Türcke-Platz“ (auch als „Pfingstwiese“ bekannt).

## Schriften
- Untersuchungen über chemische Mittel zur Verhütung von Wildschäden im Walde, Dissertationsschrift, Hann. Münden 1952.
- Mittel gegen Wildschäden und ihre Anwendung, F. C. Mayer, München und Hamburg 1953 (2. Auflage als Mittel gegen Wildschäden, F.C. Mayer, München 1970).
- Erhaltung und Zucht der Wisente in Deutschland. In: Deutsche Tierärztliche Wochenschrift. 87. Jahrgang (1980), S. 416–419.
- zusammen mit Samuel Schmincke: Das Muffelwild. Naturgeschichte, Hege und Jagd, Parey, Hamburg und Berlin 1965 (spätere Auflagen gemeinsam mit Herbert Tomiczek; 4. Auflage Kosmos, Stuttgart 2003, ISBN 3-440-09652-1).

Außerdem bearbeitete Türcke die 1981 veröffentlichte elfte erweiterte Auflage von Walter Freverts Das jagdliche Brauchtum. Darüber hinaus wirkte er an der zweiten, überarbeiteten Ausgabe (1985) des Standardwerks Die Wildsauen. Naturgeschichte, Ökologie, Hege und Jagd von Lutz Heck und Günther Raschke mit. Bereits 1957 hatte er zum Kommentar zum Bundesjagdgesetz vom 29. November 1952 einen Beitrag über Wildschäden beigesteuert.